# Carlos Luís, Príncipe Herdeiro de Baden
Carlos Luís de Baden (Karlsruhe, 14 de fevereiro de 1755 — Arboga, 16 de dezembro de 1801) foi o herdeiro-aparente da Marca de Baden.

## Família
Carlos Luís era o filho mais velho do primeiro casamento do marquês Carlos Frederico de Baden com a marquesa Carolina Luísa de Hesse-Darmstadt. Era irmão do grão-duque Luís I de Baden e meio-irmão do grão-duque Leopoldo I de Baden. Os seus avós paternos eram o príncipe-herdeiro Frederico de Baden-Durlach e a princesa Amália de Nassau-Dietz. Os seus avós maternos eram Luís VIII, Conde de Hesse-Darmstadt e a condessa Carlota de Hanau-Lichtenberg.

## Casamento e descendência
Carlos Luís casou-se com a sua prima direita, a marquesa Amália de Hesse-Darmstadt, filha de Luís IX, Conde de Hesse-Darmstadt, no dia 15 de julho de 1774. Tiveram oito filhos:
- Amália de Baden (13 de julho de 1776 - 26 de outubro de 1823), morreu solteira e sem descendência.
- Carolina de Baden (13 de julho de 1776 - 13 de novembro de 1841), casada com o rei Maximiliano I José da Baviera; com descendência.
- Luísa de Baden (24 de janeiro de 1779 - 16 de maio de 1826), casada com o czar Alexandre I da Rússia, mudou o nome para Isabel Alexeievna; sem descendência.
- Frederica de Baden (12 de março de 1781 - 25 de setembro de 1826), casada com o rei Gustavo IV Adolfo da Suécia; com descendência.
- Maria de Baden (7 de setembro de 1782 - 29 de abril de 1808), casada com Frederico Guilherme, Duque de Brunsvique-Volfembutel; com descendência.
- Carlos Frederico de Baden (13 de setembro de 1784 - 1 de março de 1785), morreu aos cinco meses de idade.
- Carlos II, Grão-Duque de Baden (8 de junho de 1786 - 8 de dezembro de 1818), casado com a princesa Estefânia de Beauharnais; sem descendência masculina.
- Guilhermina de Baden (10 de setembro de 1788 - 27 de janeiro de 1836), casada com Luís II, Grão-Duque de Hesse; com descendência.

Vários trabalhos históricos mencionam que o facto de as filhas do grão-duque terem feito casamentos muito produtivos se deveu a ele. Na altura da sua morte em Arboga, na Suécia, que ocorreu durante uma visita à sua filha, a rainha da Suécia, duas das suas filhas eram, respectivamente, a rainha da Baviera e a imperatriz russa.